# St. Johns (Saba)
St. Johns (häufig auch St. John’s geschrieben) ist ein Ort auf der Insel Saba, einer der Besonderen Gemeinden der Niederlande in der Karibik. Mit 229 Einwohnern (Stand 2017) ist St. Johns das kleinste der vier bewohnten Dörfer der Insel.

## Geographie
St. Johns liegt an der Südseite Sabas in unmittelbarer Nachbarschaft zum Inselhauptort The Bottom. Besucher die vom Flughafen der Insel kommen und nach The Bottom wollen, müssen St. Johns auf Sabas einziger befestigter Straße, passenderweise „The Road“ genannt, durchqueren. An klaren Tagen ist es möglich, vom Ort aus die Nachbarinseln Sint Eustatius, St. Kitts, Nevis und, bei sehr guten Wetterverhältnissen, Montserrat zu sehen. In früheren Zeiten machten sich die Bewohner des Ortes die gute Sicht aufs Meer zunutze, um ankommende Schiffe auf dem Weg zum Inselhafen Fort Bay frühzeitig zu sichten. Die Bewohner St. Johns signalisierten daraufhin nach The Bottom um die Einwohner des Hauptortes frühzeitig auf die Neuankömmlinge hinzuweisen.

## Bildung
Trotz der geringen Größe des Ortes beherbergt St. Johns beide öffentlichen Schulen der Insel, die Grundschule Sacred Heart Primary School und die weiterführende Saba Comprehensive School.